# Tell Beydar
Tell Beydar (àrab: تل بيدر, Tall Baydar) és un jaciment arqueològic de Síria, situat uns 35 km al nord d'Al-Hasakah, capital de la governació homònima.
Es van trobar unes 230 tauletes presargònides, d'abans del regnat de Sargon d'Accad, en aquell lloc. Unes 165 tauletes en escriptura cuneïforme, potser del 2400 aC es van trobar l'any 1993 en diversos llocs. Això ha permès identificar Tell Beydar amb Nabada, la "ciutat Brillant". També s'han trobat edificacions datades entre el 2400 aC i el 2300 aC.
Nabada va ser una ciutat-estat independent entre els anys 2600 aC i 2400 aC. Sargon d'Accad la va conquerir i va passar a l'Imperi Accadi. Quan aquest imperi es va enfonsar, va passar al regne de Nawar o de Urkesh-Nawar, del que en va ser una província. Hauria estat habitada pels hurrites durant mil anys; a l'inici del segon mil·lenni depenia de Mari, fins potser el 1762 aC. Després va estar dominada per una dinastia amorrita d'Assíria i cap al 1400-1300 aC (probablement ja abans) la ciutat apareix sota sobirania del regne hurrita de Mitanni.
Les primeres tauletes traduïdes eren de caràcter administratiu, però aporten coneixements sobre la vida comercial del regne. S'ha suposat que l'antiga ciutat de Nabada estava integrada dins del regne de Nagar, un regne que es coneix a través de les Tauletes d'Ebla. Alguns autors diuen que Nagar va ser una ciutat important, la capital de la vall del riu Khabur, un territori que va ser el centre de la cultura hurrita.
La següent fase d'ocupació és assíria als segles VIII i VII aC. Més tard hi va haver una ocupació hel·lenística.

## Arqueologia
El tell central cobreix unes 25 hectàrees. Un tell més gran a la base correspon a l'assentament hurrita i neoassiri. L'assentament hel·lenístic és al cim del tell. Ha estat excavada en sis períodes des de 1992 per un equip sirià-europeu amb participació d'altres institucions.